# Vedisk
Det vediske sprog er et indoarisk sprog der blev talt indtil ca. 500 f.Kr., og som Vedaerne er skrevet på. Det har samme tidligere sprogtrin som sanskrit, som det har været placeret nordvest for. Man skelner mellem tidlig vedisk og senvedisk. Udover Vedaerne fungerede sproget som litteratursprog for brahmanateksterne.
Vedisk er et vigtigt grundlag for rekonstruktionen af det urindoeuropæiske grundsprog, fx i beskrivelsen af Verners lov.